# Tito Puente
Ernesto Antonio Puente, krátce Tito (20. dubna 1923 New York – 31. května 2000 tamtéž) byl americký hudebník a skladatel, zvaný „král mamba“.
Vyrostl v rodině přistěhovalců z Portorika v East Harlemu, začínal jako tanečník ve dvojici se svojí sestrou, později bubnoval v Machitově skupině. Za druhé světové války sloužil u námořnictva v jednotce oceněné Presidential Unit Citation, po demobilizaci vystudoval Juilliard School. V roce 1949 založil vlastní skupinu Mambo Boys, s níž vystupoval v klubu Palladium; její tvorba spojovala vlivy jazzu a latinskoamerické a karibské hudby. Byl hráčem na timbales, vibrafon, klavír a saxofon, skladatelem i producentem, vydal okolo 120 dlouhohrajících desek, jeho největším hitem byla cha-cha „Oye Como Va“, známá také z coververze Carlose Santany, kterou National Public Radio zařadilo mezi stovku nejlepších amerických skladeb dvacátého století.
Puente získal pětkrát cenu Grammy, spolupracoval s Dizzy Gillespiem, Georgem Shearingem a Quincy Jonesem, vystupoval při závěrečném ceremoniálu Letních olympijských her 1996. Účinkoval ve filmech Králové mamba a Zlaté časy rádia, dokumentu Calle 54 a epizodě seriálu Simpsonovi Kdo postřelil pana Burnse. Má svoji hvězdu na Hollywoodském chodníku slávy, získal cenu časopisu Billboard za zásluhy o latinskou hudbu a National Medal of Arts. Úspěšným hudebníkem je i jeho syn Tito Puente Jr.